# Жубанов, Кудайберген Куанович
Кудайберге́н Куа́нович Жуба́нов (каз. Құдайберген Қуанұлы Жұбанов; 19 декабря 1899, пос. Акжар, Темирский уезд, Уральская область — 25 февраля 1938, пос. Жаналык, Талгарский район, Алматинская область) — советский филолог, тюрколог, профессор (1932). Один из основоположников научного казахского языкознания, член президиума Казахского филиала Академии наук СССР (1935). Старший брат казахского советского композитора, музыковеда Ахмета Жубанова.

## Биография
Родился 19 декабря 1899 года в урочище Косуактам, неподалёку от аула Оркаш Темирского уезда Уральской области (ныне — упраздненное село Акжар Темирского района Актюбинской области). Происходит из рода шекти племени алимулы Младшего жуза.
Начальное образование получил в местной школе, открытой его отцом Куаном Жубановым, затем в медресе «Хусайния» в г.Оренбурге в 1914—1916 годах.
В 1928 году окончил Ленинградский институт живых восточных языков, в 1929—1932 годах обучался в аспирантуре Института восточных языков и Института языка и мышления Академии наук СССР по специальностям тюркские языки и общее языкознание. В совершенстве владел следующими языками: персидским, арабским, немецким, турецким, монгольским, грузинским, чувашским, коми, русским и тюркскими языками (по его собственным записям в анкетных данных).
С 1928 по 1929 год работал в Казахском государственном университете в г. Алматы научным сотрудником Кафедры сравнительной тюркологии.
С 1932 г. и вплоть до ареста в ноябре 1937 г. был профессором и заведовал Кафедрой казахского языка и литературы Казахского педагогического института.
С 1933 по 1937 годы являлся членом коллегии, заведующим сектором методики, программ и учебников и председателем Учебно-методического совета Народного комиссариата просвещения Казахской ССР, а также Председателем Государственной терминологической комиссии Казахской ССР и главным редактором «Бюллетеня Гостерминкома».
В 1936—1937 годах являлся заведующим лингвистическим сектором, членом Ученого совета и членом Президиума Казахского филиала Академии наук СССР, а также главным редактором «Академического словаря казахского языка».
С 1935 по 1937 г. являлся членом научного совета Казахстанского института национальной культуры и членом Всесоюзного Центрального Комитета нового (латинизированного) алфавита.
В 1935 году избирался членом КазЦИКа и делегатом на XVI Всероссийский съезд Советов, награждён Почетным знаком «15 лет Казахстана».

## Семья
Дети: Муслима, Акрап, Есет, Кырмызы, Кызгалдак, Аскар.

## Репрессия
19 ноября 1937 года арестован НКВД, объявлен врагом народа и по приговору «выездной тройки» расстрелян 25 февраля 1938 года. 3 октября 1957 года посмертно реабилитирован за отсутствием состава преступления.

## Память о Жубанове
- Имя К. Жубанова присвоено Актюбинскому государственному университету, одному из крупнейших вузов Западного Казахстана и всей страны. В 1998 году в честь 100-летия со дня рождения этого выдающегося ученого руководство актюбинского университета при содействии областной администрации соорудило памятник — бюст Кудайбергену Куановичу Жубанову, тем самым увековечив память об этом славном сыне Казахстана. Автор памятника Жадигер Кенбай.
- В его честь назван сельский округ имени Кудайбергена Жубанова (бывший совхоз Уркачевский), на территории которого он родился.
- Также фамилию Жубанова носят улицы во многих городах[каких?], однако улицы могут быть названы в честь младшего брата - Ахмета Жубанова.
- Средняя школа села Журын носит имя К. Жубанова